# Lista de divisões do censo de Ontário
A província canadense de Ontário possui três tipos de regiões administrativas, ou divisões de recenseamento. Estas divisões são municipalidades- independentes (single-tier municipalities), municipalidades (upper-tier municipalities; que podem ser municipalidades regionais ou condados) e distritos. Estas divisões administrativas diferem primariamente nos serviços que elas oferecem aos seus habitantes.
As diferentes estruturas de subdivisões municipais e regionai em Ontário podem às vezes causar confusão, por resultarem de uma variedade de diferenças entre tais subdivisões. Tais subdivisões foram implementadas em tempos diferentes por governos provinciais diferentes em áreas específicas para atenderem a certas necessidades. Devido às grandes diferenças entre as diferentes regiões do Ontário, seria muito difícil para um governo provincial a aplicar um sistema de governo consistente e unificado em toda a província.
Em alguns casos, uma dada região administrativa pode reter seu nome administrativo mesmo o tipo de governo desta subdivisão muda. Por exemplo, os condados de Oxford, Haldimand, Norfolk e Prince Edward não são mais condados, mesmo retendo a palavra "Condado" em seu nome. Oxford é uma municipalidade regional, e os outros são cidades independentes.
Estas divisões são usadas pela Statistics Canada para agregar e juntar informações sobre os censos realizados na província. Uma municipalidade de menor porte dentro de uma divisão de recenseamento é chamado de subdivisão de recenseamento.
| Mapa do Ontário e suas subdivisões | 1. Algoma 2. Brant 3. Bruce 4. Chatham-Kent 5. Cochrane 6. Dufferin 7. Durham 8. Elgin 9. Essex 10. Frontenac 11. Greater Sudbury 12. Grey 13. Haldimand 14. Haliburton 15. Halton 16. Hamilton 17. Hastings 18. Huron 19. Kawartha Lakes 20. Kenora 21. Lambton 22. Lanark 23. Leeds and Grenville 24. Lennox and Addington 25. Manitoulin | 26. Middlesex 27. Muskoka 28. Niagara 29. Nipissing 30. Norfolk 31. Northumberland 32. Ottawa 33. Oxford 34. Parry Sound 35. Peel 36. Perth 37. Peterborough 38. Prescott and Russell 39. Prince Edward 40. Rainy River 41. Renfrew 42. Simcoe 43. Stormont, Dundas and Glengary 44. Sudbury 45. Thunder Bay 46. Timiskaming 47. Toronto 48. Waterloo 49. Wellington 50. York |

## Municipalidades independentes
Uma municipalidade independente (single-tier municipality) é uma região administrativa que é governada por uma sede de município, e que não faz parte de nenhum condado, municipalidade regional ou de um distrito. A maioria destas municipalidades é composta por uma única cidade, resultante da fusão de cidades e vilas foram fusionadas entre si, ao longo da década de 1990. Outras destas municipalidades agrupam diversas pequenas cidades. Algumas destas municipalidades são capitais de condados, municipalidades ou distritos, porém, estas sub-divisões não têm nenhum poder sobre estas cidades.
- Chatham-Kent, anteriormente Condado de Kent, capital em Chatham.
- Cidade de Sudbury, anteriormente a Municipalidade Regional de Sudbury, cuja capital era a antiga cidade de Sudbury.
- Condado de Haldimand, anteriormente metade da Municipalidade Regional de Haldimand-Norfolk.
- Cidade de Hamilton, anteriormente a Municipalidade Regional de Hamilton-Wentworth, cuja capital era a antiga cidade de Hamilton.
- Cidade de Kawartha Lakes, anteriormente o Condado de Victoria. Sua capital é Lindsay.
- Condado de Norfolk, anteriormente metade da Municipalidade Regional de Haldimand-Norfolk. Sua capital é Simcoe.
- Cidade de Ottawa, anteriormente a Municipalidade Regional de Ottawa-Carleton, cuja capital era a antiga cidade de Ottawa.
- Condado de Prince Edward, capital em Picton.
- Condado de Brant, capital em Burford.
- Cidade de Brantford.
- Cidade de Toronto, anteriormente a Municipalidade da Região Metropolitana de Toronto. Sua capital era a antiga cidade de Toronto.

## Municipalidades regionais
É de responsabilidade das municipalidades regionais o fornecimento dos seguintes serviços à população: manutenção e construção de ruas e estradas primárias, fornecimento de transporte público, policiamento, manutenção de sistemas de saneamento básico e esgoto, coleta de resíduos, planejamento urbano, e o fornecimento de serviços médicos e sociais.
Municipalidades regionais são tipicamente mais urbanizados do que condados. Municipalidades regionais são geralmente implementados em divisões de recenseamento onde uma série de centros urbanos interconectados entre si formam a maioria da população desta dada divisão de recenseamento. Antigas municipalidades regionais que consistiam de um único centro urbano dominante e seus subúrbios de menor porte foram transformados ao longo da década de 1990 em municipalidades independentes. Embora o Condado de Oxford e o Distrito Municipal de Muskoka não são intitulados como Municipalidades Regionais, em lei elas são legalmente Municipalidades Regionais.
Capitais de Municipalidades Regionais estão entre parênteses:
- Municipalidade Regional de Durham (Whitby)
- Municipalidade Regional de Halton (Milton)
- Distrito Municipal de Muskoka (Bracebridge)
- Municipalidade Regional de Niagara (Thorold)
- Condado de Oxford (Woodstock)
- Municipalidade Regional de Peel (Brampton)
- Municipalidade Regional de Waterloo (Kitchener)
- Municipalidade Regional de York (Newmarket)

## Condados
Condados possuem menos responsabilidades do que municipalidades regionais, porque a maioria das cidades e vilas dentro de um dado condado tipicamente fornecem a maioria dos serviços municipais aos seus habitantes. As responsabilidades dos condados são: manutenção e construção de avenidas e estradas arteriais, serviços médicos, e o planejamento do uso das terras do condado. Condados são encontrados somente no sul do Ontário.
A população dos condados podem igualar aos das municipalidades regionais, porém, sua densidade populacional geralmente é menor do que os de uma municipalidade reginal. Condados podem incluir cidades primárias, tais como London, Kingston e Windsor, porém, estas cidades geralmente não evoluíram em grandes aglomerações urbanas com outras comunidades urbanas, como acontece em municipalidades regionais e megacidades.
Capital dos condados entre parênteses.
- Condado de Bruce (Walkerton)
- Condado de Dufferin (Orangeville)
- Condado de Elgin (St. Thomas)
- Condado de Essex (Windsor)
- Condado de Frontenac* (Kingston)
- Condado de Grey (Owen Sound)
- Condado de Haliburton (Minden)
- Condado de Hastings (Belleville)
- Condado de Huron (Goderich)
- Condado de Lambton (Sarnia)
- Condado de Lanark (Perth)
- Condado de Leeds e Grenville (Brockville)
- Condado de Lennox e Addington (Napanee)
- Condado de Middlesex (London)
- Condado de Northumberland (Cobourg)
- Condado de Perth (Stratford)
- Condado de Peterborough (Peterborough)
- Condado de Prescott e Russell (L'Orignal)
- Condado de Renfrew (Pembroke)
- Condado de Simcoe (Barrie)
- Condado de Stormont, Dundas e Glengarry (Cornwall)
- Condado de Wellington (Guelph)

- - O Condado de Frontenac existe apenas em nome, tendo sido oficialmente abolido em 1998. Embora a Unidade de Administração de Frontenac fornece sertos serviços aos habitantes de Kingston e seus subúrbios, Frontenac não existe como um típico condado ontariano.

## Distritos
Distritos são áreas administrativas no norte do Ontário, mas estes são apenas regiões que não possuem nenhum poder governamental. Alguns destes distritos possuem um Conselho de Serviço de Administração Social, encarregado de fornecer certos serviços sociais, mas os distritos não possuem nenhuma função governamental, tais como os condados ou as municipalidades regionais.
Em um distrito, todos os serviços governamentais são fornecidos ou pelas cidades e vilas pertencentes ao distrito ou diretamente pelo governo da província de Ontário. Grande parte do norte do Ontário é escassamente habitada, fazendo com que um condado e seu governo fosse um método eficiente de administração. Apenas uma divisão de recenseamento do norte de Ontário oferece serviços para seus habitantes, a cidade de Sudbury.
Capitais dos distritos estão entre parênteses.
- Distrito de Algoma (Sault Ste. Marie)
- Distrito de Cochrane (Cochrane)
- Distrito de Kenora (Kenora)
- Distrito de Manitoulin (Gore Bay)
- Distrito de Nipissing (North Bay)
- Distrito de Parry Sound (Parry Sound)
- Distrito de Rainy River (Fort Frances)
- Distrito de Sudbury (Espanola)
- Distrito de Thunder Bay (Thunder Bay)
- Distrito de Timiskaming (Haileybury)